# Campylopus julaceus
Campylopus julaceus är en bladmossart som beskrevs av Georg Friedrich von Jaeger 1880. Campylopus julaceus ingår i släktet nervmossor, och familjen Dicranaceae. Inga underarter finns listade i Catalogue of Life.